# Stictocardia beraviensis
Stictocardia beraviensis är en vindeväxtart som först beskrevs av Wilhelm Vatke, och fick sitt nu gällande namn av Hallier f. Stictocardia beraviensis ingår i släktet Stictocardia och familjen vindeväxter. Inga underarter finns listade i Catalogue of Life.

## Bildgalleri